# Cepola macrophthalma
Cépole commune
Espèce
Cepola macrophthalma est une espèce de poissons de la famille des Cepolidae, connue sous le nom de Cépole ou Cépole commune, d'autres noms vernaculaires comme demoiselle (libellule), fouet, jarretière, ces noms sont dus soit à la forme globuleuse des yeux soit à la forme de ruban du poisson (plat et mince).

## Distribution

Carte de distribution de Cepola macrophthalma

## Mentions historiques
L'auteur grec du Ve siècle av. J.-C. Mithécos indique comment préparer ce poisson :
Tainia: vider, jeter la tête, laver, couper en tranches ; ajouter du fromage et de l'huile d'olive.